# هوارد هيل
هوارد هيل (بالإنجليزية: Howard Hill)‏ (و. 1899 – 1975 م) هو ممثل، ولاعب كرة قدم أمريكية، ونبال، من الولايات المتحدة الأمريكية، ولد في ويلسنفيل، ألاباما، توفي في برمنغهام، ألاباما، عن عمر يناهز 76 عاماً.

## التعليم
تعلم في جامعة أوبرن.

## وصلات خارجية
- هوارد هيل على موقع IMDb (الإنجليزية)
- هوارد هيل على موقع أول موفي (الإنجليزية)
- هوارد هيل على موقع قاعدة بيانات الأفلام السويدية (السويدية)
- هوارد هيل على موقع قاعدة بيانات الفيلم (الإنجليزية)